# Novinářská fotografie

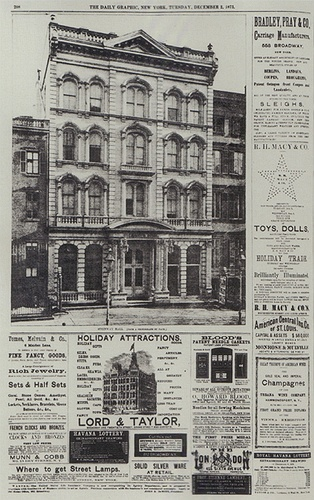
První fotografie vytištěná polotónovou technikou, Daily Graphic, 2. prosince 1873

Novinářská fotografie, zpravodajská fotografie, fotožurnalismus, žurnalistická fotografie nebo reportážní fotografie (reportare = přinésti zprávu) je součástí žurnalistiky, která připravuje a vytváří snímky pro doplnění zpráv nebo článků. Novináři, kteří jsou zapojeni do tohoto oboru, jsou obvykle známi jako reportéři, fotožurnalisté nebo grafici a mají významný vztah k výtvarné fotografii. Vývoj zpravodajské fotografie lze vysledovat již od samého počátku vynálezu fotografie. První fotografie „vytištěná polotónovou technikou“ byla fotografie newyorské budovy Steinway Hall publikovaná v novinách Daily Graphic dne 2. prosince 1873. Touto událostí byly položeny základy novinářské fotografie.
Rozvoj fotožurnalismu probíhal zejména v dobách politických konfliktů nebo vojenských střetů v různých zemích. Novinářští fotografové zaznamenávali historii událostí za španělské občanské války, španělsko-americké války, války ve Vietnamu a obou světových válkách a při mnoha jiných vojenských událostech. Takzvaný zlatý věk fotožurnalismu (1930–1950) se ne náhodou překrývá s druhou světovou válkou, během níž byl zaznamenán pozoruhodný technologický pokrok válečné fotografie.
S rozvojem tiskařských technik, jako byl vynález hlubotisku, ofsetu, dosáhl fotožurnalismus nejlepší úrovně kvality v tištěných publikacích. Příchod nových technologií, jako byl internet, zahájil novou éru v oblasti zpravodajství na celosvětové úrovni, označované jako digitální žurnalistika. Významné události, které otevřely dvacáté první století, jako útoky z 11. září 2001, invaze do Iráku v roce 2003 a tsunami v Indickém oceánu v roce 2004, pomohly mimo jiné vzniknout značnému množství vizuálních informací. Často také díky novým, moderním a dostupným technologiím v rukou i naprostých amatérů, což vedlo některé pozorovatele k tomu, že začali hovořit o „krizi žurnalistiky“. Jiní to naopak označovali za začátek nové éry v poskytování informací.

## Úvod

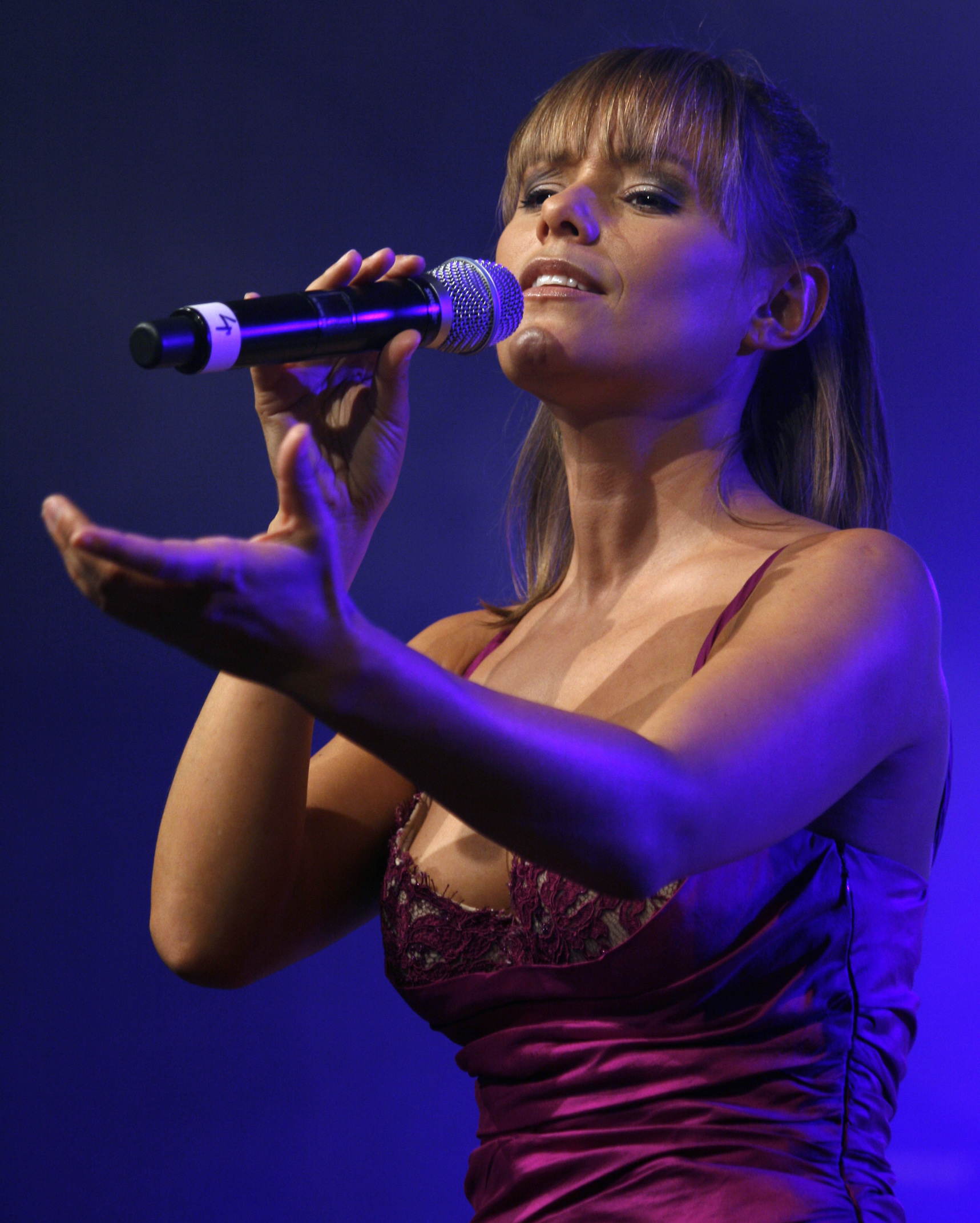
Reportážní snímek ze showbyznysu: švýcarská zpěvačka Francine Jordi (koncertní fotografie).

Fotožurnalismus je formou žurnalistiky, která pořizuje, edituje a prezentuje informační materiál ve zpravodajství médií včetně fotografií, digitálních a zvukových dat. Zahrnuje taková pravidla, aby obraz, který je spojen se zveřejňovanou událostí, mohl být použit pro účely žurnalistiky.
Novinářská fotografie je vedle dokumentární reportážní fotografie součástí informativní fotografie. K informativní složce se může přidat ještě složka emotivní a estetická. Od výtvarné fotografie se žurnalistická liší v zobrazení reality, neboť má diváka především informovat, případně vhodně doplňovat novinový článek. Například žurnalistické fotografii ze sociálního prostředí se věnují fotografové se silným sociálním cítěním. Jejich snímky by měly motivovat jedince a instituce k nápravě zobrazených nedostatků a křivd.

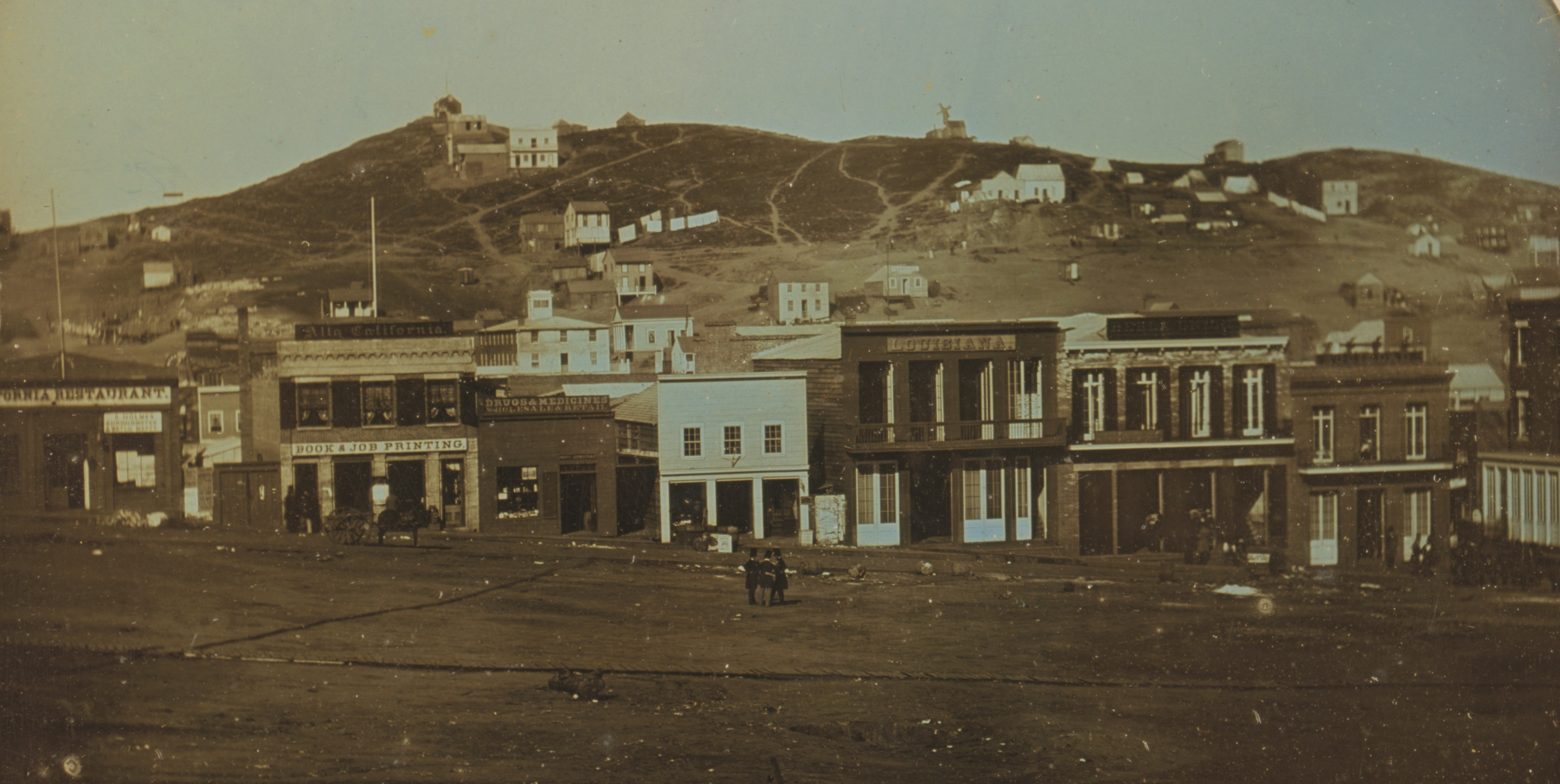
Daguerrotypie San Francisca od neznámého autora, fotografováno před 22. červnem 1851

Fotožurnalismus se může svým účelem použití odlišovat od dalších fotografických žánrů, jako je například fotografie přírody, dokumentární fotografie nebo portrétní fotografie, ale může s nimi také splývat, například s ohledem na text, ke kterému je fotografie přiložena. Zahrnuje širokou škálu oblastí zájmu: válečnou fotografii, sportovní fotografii, zpravodajství ze showbyznysu, politiky, zpravodajství o sociálních problémech a o všem, kde je možné vytvářet ke slovní informaci obraz. Podobně sem patří dokumentace rozhovoru a reportážní a dokumentární fotografie ve všech podobách. Může se dále dělit na fotografický příběh, fotopovídku, reportáž, fotografickou esej, fotografický portrét nebo fotografický sloupek.
Novinářská fotografie by měla splňovat několik zásad. Předně má dodržet všechny požadavky na novinářskou etiku, pokud jde o přesnost, pravdivost a objektivitu. Obrazová informace by měla vykazovat aktuálnost tím, že má spojitost s nedávno zveřejněnou událostí. Zobrazená situace by měla být objektivní a korektní, informace by měla odrážet skutečnost, měla by být spolehlivá, přesná a fakta oddělena od subjektivního pohledu nebo osobního zaujetí autora. Měla by být zachována neutralita ve vztahu ke zpravodajství, přesnost, relevance i úplnost. Obrázky mohou být doplněny souvisejícími zprávami, které jejich význam doplňují nebo vysvětlují. Obrázek by rovněž měl splňovat estetické požadavky na světlo, ořez, věcné vztahy prvků a perspektivu. Základní prvky fotografie v tisku se přizpůsobují účelu použití v dokumentu, zpravodajství nebo ilustraci.

## Historie

### Počátky

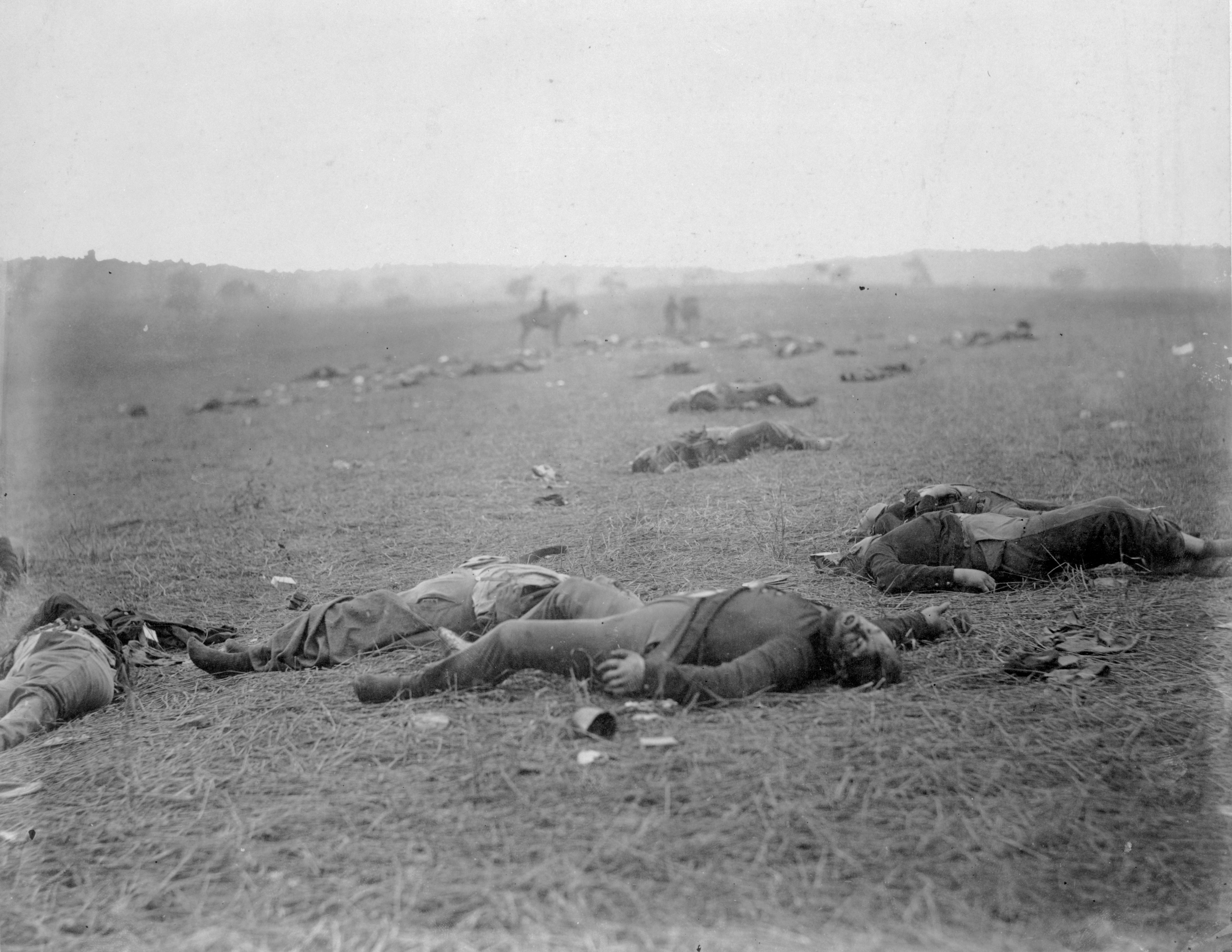
Timothy H. O'Sullivan: Sklizeň smrti: mrtví vojáci po bitvě u Gettysburgu 5.–6. června 1863

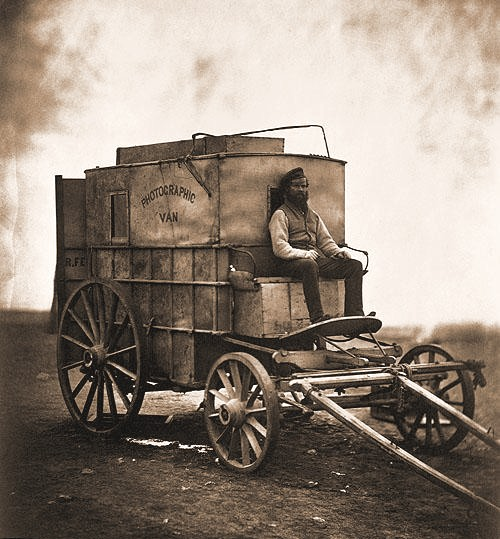
Roger Fenton a jeho fotografická dodávka v Krymské válce

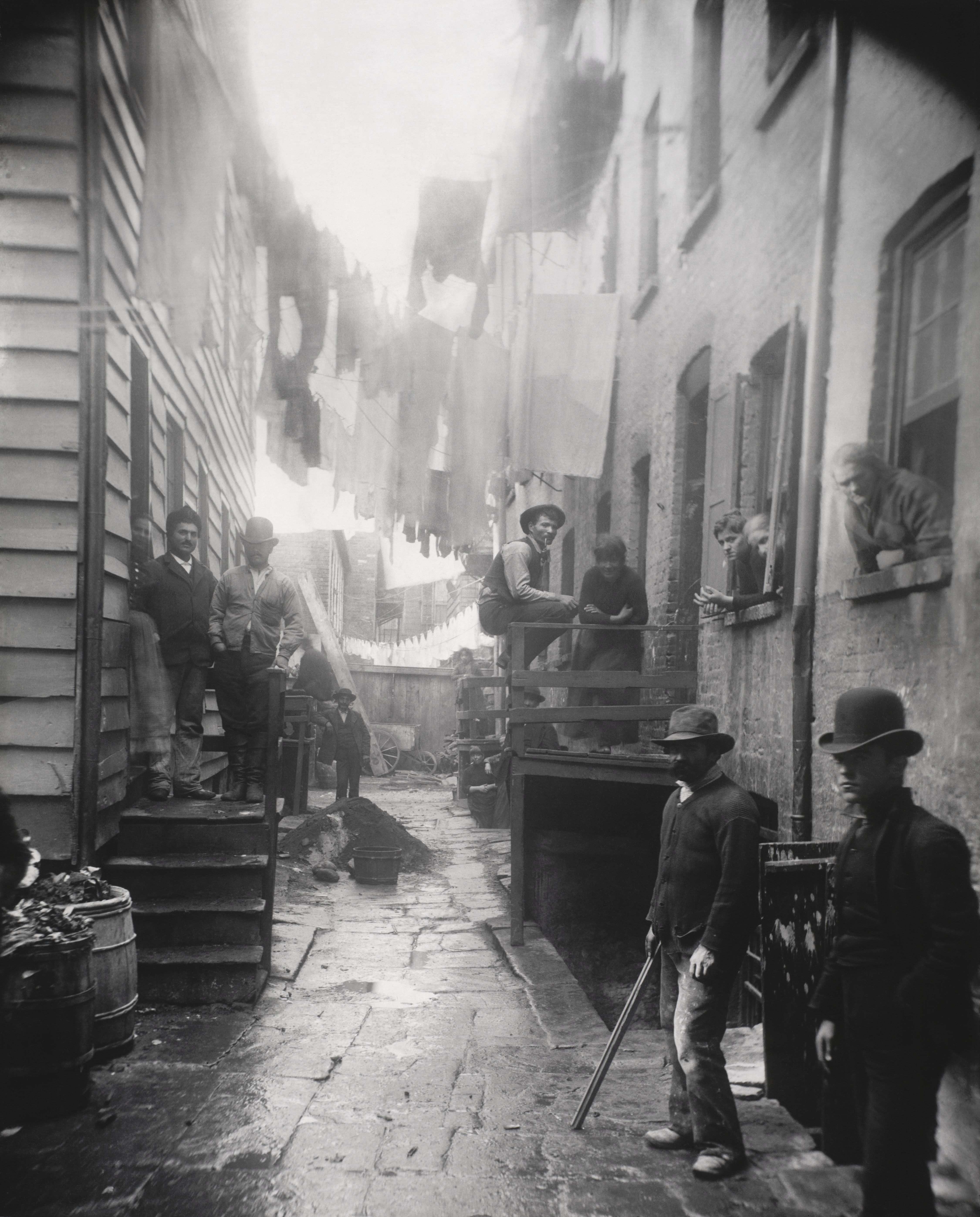
Jacob Augustus Riis, „Městští bandité“, klasická novinářská fotografie kolem 1890

Historie novinářské fotografie sahá do období let 1880–1897, kdy byly poprvé zveřejněny novinové články s fotografiemi. Na přelomu 19. a 20. století umožnil rozvoj fotografické momentky rozšíření příručních fotoaparátů, umožňujících fotografovat bez stativu. Významné události se však fotografovaly již od vynálezu daguerrotypie roku 1839. Tiskařský lis však byl schopen produkovat ilustrace v tištěné podobě až teprve po vynálezu grafické techniky rytiny, a teprve pak umožnil publikovat jednodušeji ve větší míře i fotografie. Tyto reprodukce se nejprve podobaly primitivním daguerrotypiím. Do té doby se snímky nejčastěji překreslovaly a prezentovaly ve formě xylografií.
V roce 1842 Hermann Biow a Carl Ferdinand Stelzner fotografovali velký požár Hamburku a jeho následky na cyklu daguerrrotypií, který je patrně prvním souborem „reportážních“ snímků určité události na světě. V roce 1850 Alois Löcherer v Mnichově se svým aparátem referoval o tvorbě a triumfálním vztyčení monumentální sochy Bavarie.
Zvlášť podrobně se dokumentovaly zejména Světové výstavy, kde se fotografové soustředili zejména na dokumentaci pavilonů a významné hosty. První výstavní akcí významnou pro fotografii se stala první Světová výstava, konaná v Londýně roku 1851, kde byly zároveň poprvé představeny stereofotografie. Druhou byla Světová výstava v Paříži roku 1855.
První systematicky fotografovanou válečnou událostí, o které byla veřejnost informována prostřednictvím zpráv posílaných telegrafem, byla Krymská válka v letech 1853–1856. Nejvlivnějším reportérem byl zřejmě William Howard Russell z The Times, který si jako první novinář vysloužil označení „válečný zpravodaj“.
Jedním z prvních zpravodajů byl Sedmihradský Němec Carol Szathmari, dalšími pak britští reportéři William Simpson z Illustrated London Sport, Roger Fenton, James Robertson a Felice Beato. Jejich obrázky byly tehdy v novinách otiskovány jako rytiny, protože tisk polotónových fotografií byl drahý. Díky jejich zprávám v britském tisku se rozšířila povědomost o všeobecné nekompetentnosti politického vedení války. Na konci ledna roku 1855 britská vláda v čele s hrabětem Georgem Hamilton-Gordonem padla. Významným dokumentaristou událostí ve Francii byl Claude-Marie Ferrier, který v roce 1856 pořídil záběry povodně na Loiře a jako fotograf doprovázel císaře Napoleona III. v době jeho tažení do Itálie v roce 1859. V dánsko-pruské válce v roce 1864 fotografovali Christian Friedrich Brandt a Charles Junod, kteří většinu snímků pořídili na stereo formát. V německo-francouzském konfliktu v letech od roku 1870 do roku 1871 fotografovali většinou zcela neznámí fotografové (až na Carla Friedricha Myliuse z Frankfurtu).
Zprávy z americké občanské války (1861–1865) dodával fotograf Mathew Brady, který si uvědomil historický význam války „Severu proti jihu“ pro budoucí generace a další osud země. Protože chtěl zachycovat průběh války na více bojištích, vytvořil ze svých asistentů několik týmů, které cestovaly s pojízdnými laboratořemi na různých frontách. Mathew Brady zaměstnával celou řadu fotografů, kromě jiných také Jamese Gardnera, Williama Pywella nebo George N. Barnarda. Bradyho významným týmovým spolupracovníkem byl Alexandr Gardner, který se roku 1863 osamostatnil.
Gardner fotografoval většinou krátce po skončení bitev. Nevyhýbal se ani detailním pohledům na mrtvé. Později se však ukázalo, že nejméně jedna Gardnerova fotografie je zmanipulovaná. V roce 1961 Frederic Ray z magazínu Civil War Times srovnával několik Gardnerových fotografií, na kterých byli dva mrtví konfederační ostřelovači a zjistil, že stejný padlý byl fotografován o několik metrů dál na jiném místě. Zdá se, že Gardner nebyl s kompozicí spokojen, a nechal těla různě zpřeházet. Vytvářel tak vlastní verzi reality. Rayovu analýzu ještě rozšířil v roce 1975 William Frassanito. Velmi známé jsou Gardnerovy reportážní snímky z pohřbu Abrahama Lincolna a seriál z popravy atentátníků. Patrně poprvé v dějinách fotografie bylo v jeho reportáži využito dramatického účinku střídání celkových záběrů a detailů v delším časovém úseku, neboť Gardner zachytil nejen průběh popravy, ale i tváře atentátníků.

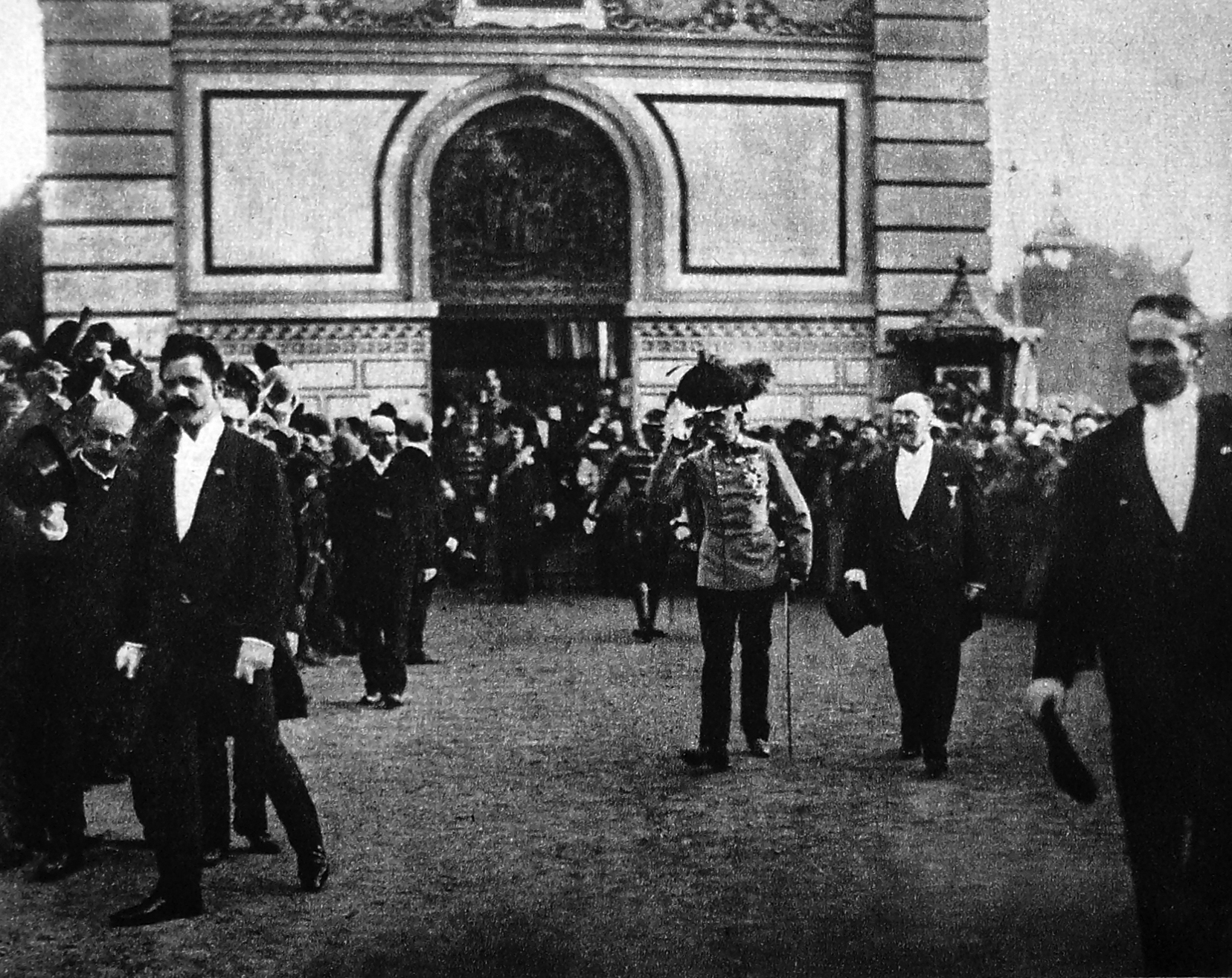
Rudolf Bruner-Dvořák: Císař František Josef I. na Jubilejní výstavě v roce 1891

Dalším fotografem Bradyho týmu, který kromě informativnosti dbal také na kompozici, byl Timothy H. O'Sullivan. Nekonvenčně využíval pohybové neostrosti tam, kde mohl zvýraznit dramatičnost situace. O'Sullivan počátkem června 1863 pořídil známý snímek Sklizeň smrti, na kterém leží mrtví vojáci po bitvě u Gettysburgu v Pensylvánii.

Jednou z prvních významných událostí ve Francii dokumentovanou fotografy byla Pařížská komuna v roce 1871. Z významných fotografů se na dokumentaci podílel například André-Adolphe-Eugène Disdéri nebo Bruno Braquehais. Zatímco se mnoho z těchto fotografů zaměřilo na trosky a destrukce v důsledku pádu Komuny, Braquehais se zaměřil na fotografování účastníků a událostí, nejvíce však na stržení Vendômského sloupu. Braquehais publikoval 109 svých fotografií v knížce Paříž během Komuny. Po pádu Komuny vládní úřady použily jeho fotografie k vypátrání a zatčení příznivců Komuny.
V Londýně spolupracovali při výrobě měsíčníku Street Life in London v letech 1876–1877 novinář Adolphe Smith a fotograf John Thomson. Jejich projekt dokumentoval textem a fotografiemi životy lidí z ulice Londýna a jednalo se o průkopnické využití sociální dokumentární fotografie ve fotožurnalistice. Série fotografií byla později vydávána v knižní formě v roce 1878 pod stejným názvem a je považována za klíčové dílo v historii dokumentární fotografie. Thomson je označován jako inovátor kombinace fotografie a tištěného slova.

## Historie
S myšlenkou půltónového tisku přišel již William Fox Talbot. Na začátku 50. let 19. století navrhl použití procesu „fotografického síta (rastru) nebo závoje“ v souvislosti s fotografickým procesem hlubotisku. Během následujících desetiletí bylo navrženo několik různých druhů sít. Jedním ze známých experimentátorů byl Stephen H. Horgan, když pracoval pro New York Daily Graphic. První fotografie „vytištěná polotónovou technikou“ byla fotografie newyorské budovy Steinway Hall publikovaná v novinách Daily Graphic dne 2. prosince 1873. New York Daily Graphic pak publikoval „první reprodukci fotografie v plném tonálním rozsahu v novinách“ dne 4. března 1880 (s názvem A Scene in Shantytown) jednoduchým polotónovým rastrem (tedy nikoliv jako rytinu). Následovaly další novinky. Roku 1887 byl vynalezen bleskový prášek, který umožnil novinářům fotografovat velmi krátkým časem. Novinář, spisovatel a sociolog Jacob Augustus Riis v té době (1890) díky blesku vytvořil mezní dílo Jak žije druhá polovina (How the Other Half Lives). Fotografie pořizoval v chudinských čtvrtích, ve starých domech, v nájemných ubytovnách kasárenského typu, v policejních noclehárnách a v domácích řemeslných dílnách, kde se zneužívala práce dětí. S pomocí knih, fotografií, novinových článků a přednášek, na kterých promítal své diapozitivy, dosáhl některé změny a nápravy. Zrušily se policejní noční útulky, byla zřízena škola pro bezprizorní děti, doplnily se zákony o dětské práci a odstranila se celá ulice Mulberry Bend, která byla skrýší zločinců. O několik let později Riise v jeho sociálních reformách napodobil Lewis Hine.
Za „otce ruského fotožurnalismu“ je považován Karl Bulla, který roce 1886 získal povolení Ministerstva vnitřních věcí „pro výrobu všech druhů fotografických prací mimo domov, například: na ulicích, domech a na místech v bezprostřední blízkosti Petrohradu“, který mu dovolil celou řadu let vytvářet pohlednice pro produkční tisk Světové poštovní unie. Fotografoval téměř všude a všechno: život rodiny cara i shromáždění protivládní inteligence, osobnosti hvězdného nebe i obyčejné dělníky, paláce i ubytovny pro bezdomovce, ale také exotické scény jako gay párty. Bulla byl členem redakční rady mnoha časopisů včetně populární Nivy.
George Grantham Bain byl americký fotograf působící v New Yorku, průkopník novinářské fotografie označovaný jako „otec zahraniční fotožurnalistiky“. Nejdříve pracoval pro United Press, v roce 1898 založil první zpravodajský fotografický servis Bain News Service. Společnost poskytovala fotografické služby, včetně portrétů a zpravodajství o nových událostech po celém světě, se zvláštním důrazem na život v New Yorku. Bainovy zpravodajské snímky z celého světa byly distribuovány do různých novin na oplátku výměnou za tamější fotografie. Velká škála témat zahrnovala: celebrity, přehlídky, sportovní akce, imigraci, politické události, letectví, první světovou válku nebo mexickou revoluci.
Označení první britská novinářská fotografka dostala Christina Broom, která si postavila stánek na Royal Mews v Buckinghamském paláci a prodávala pohlednice s fotografiemi, které sama nafotografovala. Tento stánek provozovala od roku 1904 do roku 1930. Dokumentovala místní scény v Chelsea, včetně těch v Paláci, stejně jako závodů lodí The Boat Race a pochodů a výstav Sufražetek. Pohlednice se prodávaly dobře: během jedné noční směny vytiskli až 1000 kopií.
Za první indickou fotožurnalistku se považuje Homai Vyarawalla, známá pod pseudonymem Dalda 13. Začala pracovat na konci 30. let a do důchodu odešla na začátku 70. let. Fotografovala nejdříve pod jménem svého manžela pro bombajský časopis The Illustrated Weekly of India, od roku 1942 se připojila k Britské informační službě a portrétovala v období před nezávislostí řadu politických a národních vůdců, včetně Mahátma Gándhího, Džaváharlála Néhrúa, Muhammada Alí Džinnáha, Indiru Gándhíovou nebo pro časopis Liffe dalajlámu Tändzina Gjamcchoa.
Roku 1897 již bylo možné reprodukovat polotónové fotografie na tiskových rotačkách a výroba běžela na plné otáčky.  Vynález telefotografie roku 1921 umožnil přenášet snímky pomocí telegrafu nebo telefonu stejně rychle jako zpravodajské novinky. Nicméně masivní rozvoj fotožurnalismu umožnil příchod pohotového reportážního 35mm fotoaparátu Leica v roce 1925 a první bleskové žárovky mezi lety 1927 a 1930. Mohl přijít „zlatý věk“ fotožurnalistiky.

### Moderní fotožurnalistika

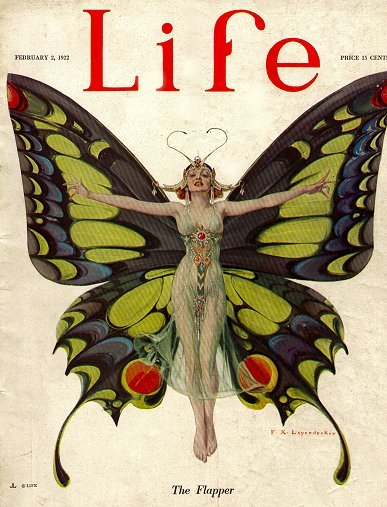
Obálka Life z roku 1922 s obrázkem od F. X. Leyendeckera

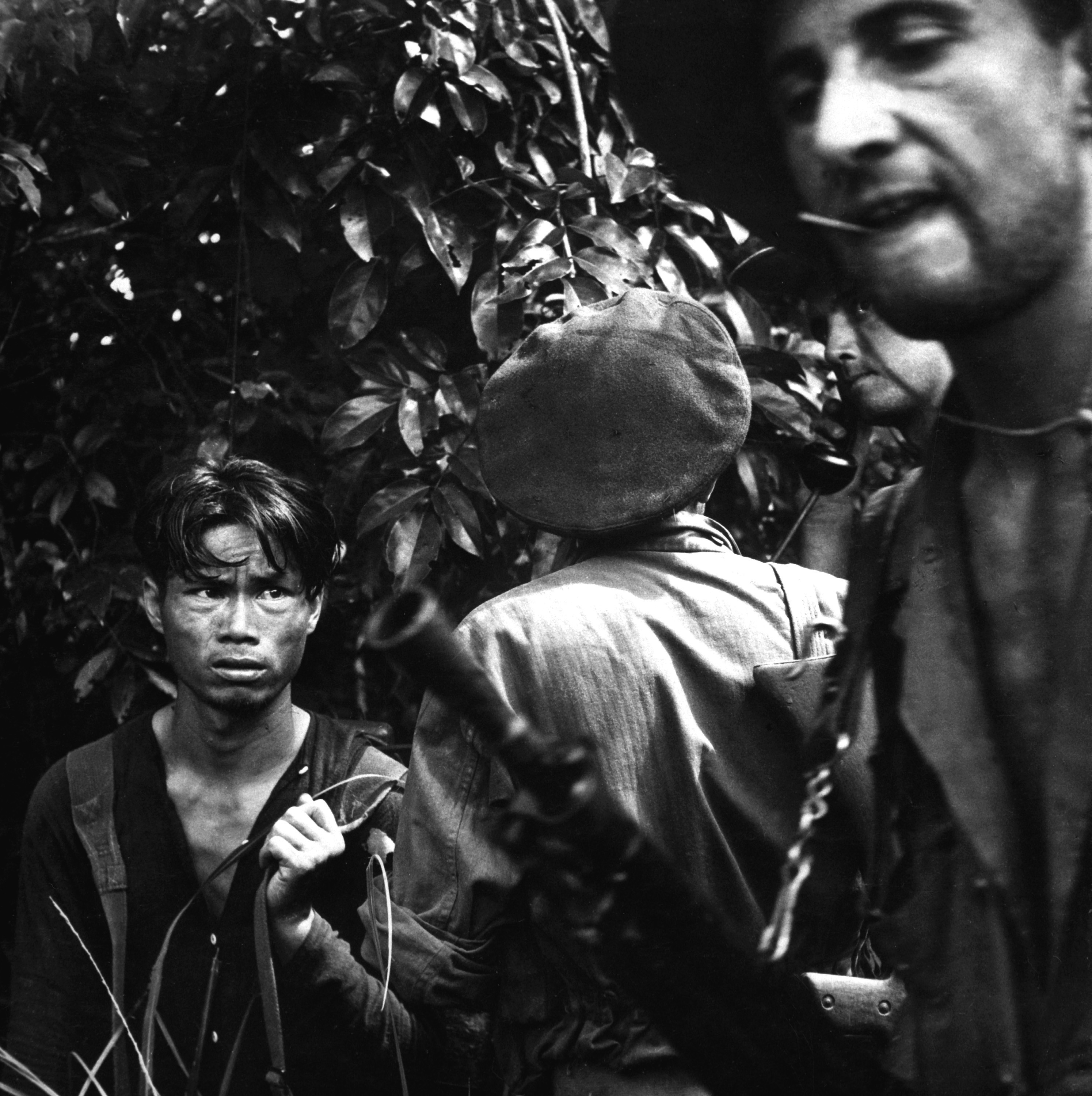
Francouzská Cizinecká legie ve Válce v Indočíně, 1954

První dvě desítky let dvacátého století se považují za počátky moderní fotožurnalistiky. Ve dvacátých letech došlo ve všech zemích k rozvoji fotožurnalistiky díky moderním tiskařským technologiím, fotoaparátům Rolleiflex, Contax a prvnímu přístroji na kinofilm Leica. Leica byla mnohem pohotovější než starší typy přístrojů.

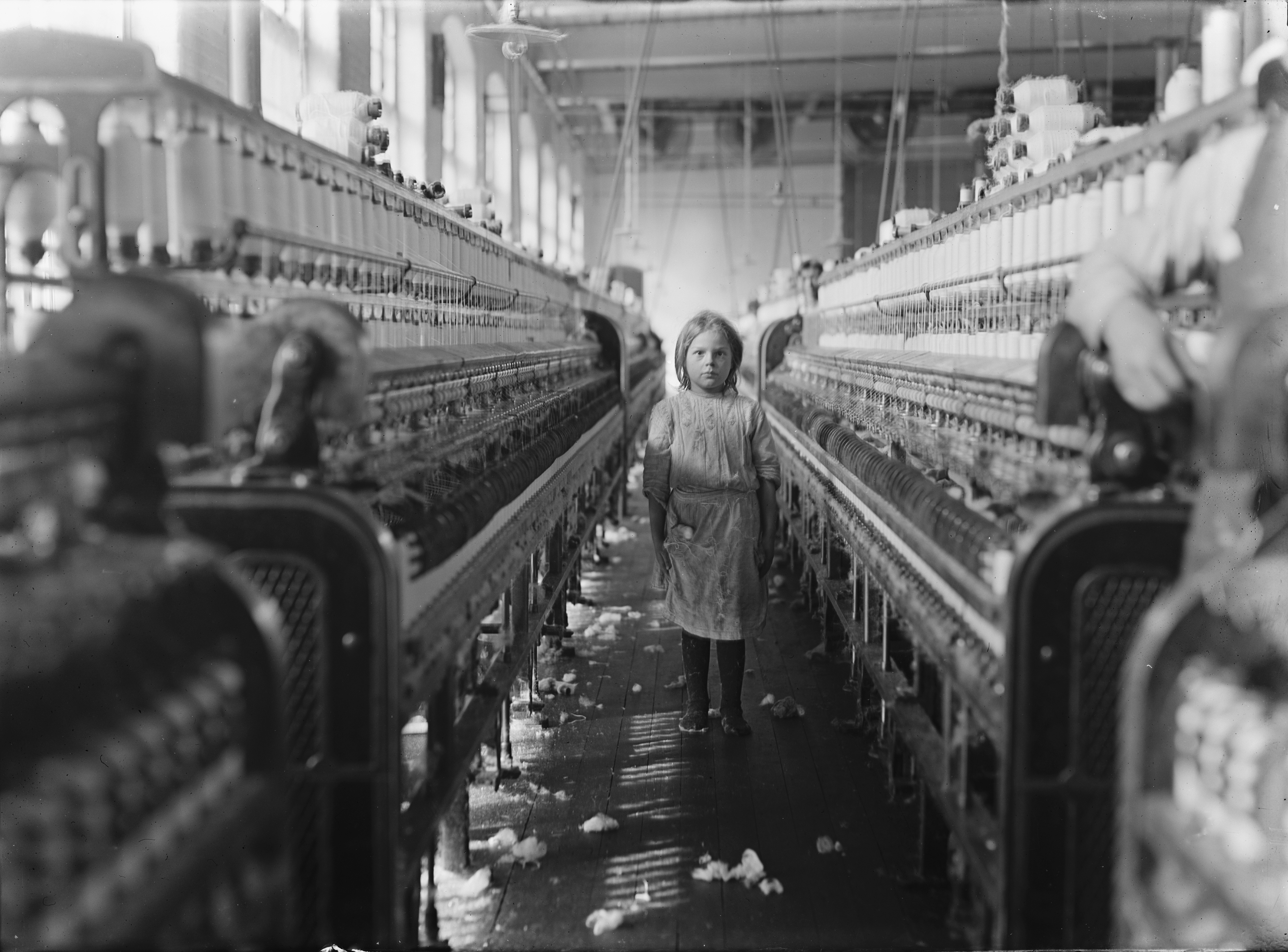
Fotografie Lewise Hina z roku 1908 se věnuje tématu dětské práce

Ve Francii se objevili fotografové jako například Jacques Henri Lartigue, André Kertész nebo Brassaï. V Německu to byli Erich Salomon, Felix H. Man, Tim N. Gidal, Wolfgang Weber, Alfred Eisenstaedt a Martin Munkácsi. V USA působili například Helen Levittová nebo Lisette Modelová. Američan Lewis Hine od roku 1905 systematicky fotografoval imigranty a dělníky v továrnách, následující rok dokumentoval dětskou práci. Jeho snímky pomohly prosadit zákon o zákazu dětské práce. Fotografie tak poprvé vstoupila do role společenského argumentu a sociologie ji mohla využívat jako dokumentační nástroj. V roce 1910 vstoupila do oblasti zpravodajské fotografie americká společnost Underwood & Underwood, původně se zabývající produkcí stereofotografií. Newyorčan Weegee zaznamenával tehdejší noční život města, zločiny, noční pijany a rozvášněné milence. Využíval známostí s policií, ve svém autě měl nainstalovanou krátkovlnnou vysílačku a v jeho kufru kompletní temnou komoru, aby mohl co nejdříve fotografie vyvolat. Na místo zločinu dorazil zároveň s policií nebo před ní, udělal rychle pár záběrů a ráno je prodával novinám.
V Rusku a později SSSR působili Max Alpert, Alexandr Rodčenko, Boris Ignatovič, Georgij Petrusov, Ivan Šagin a Arkadij Šajchet, kteří se po roce 1917 stali nástrojem programové, centrálně řízené a didakticky zaměřené propagandy.
Profesionální anglický fotograf a cestovatel Herbert Ponting pořídil celou řadu reportážních fotografií během poslední výpravy polárníka Roberta Falcona Scotta na Antarktidu v lednu roku 1912. Jednalo se o britskou expedici Terra Nova konanou v letech 1910–1913 s cílem dosáhnout Jižního pólu. Stal se tak jedním z prvních profesionálních fotografů, který absolvoval antarktickou expedici. Ponting měl s sebou také několik autochromových desek a pořídil několik průkopnických barevných fotografií. Ačkoli se expedice konala více než 20 let od vynálezu fotografického filmu, upřednostňoval vysoce kvalitní snímky pořízené na skleněné fotografické desky.

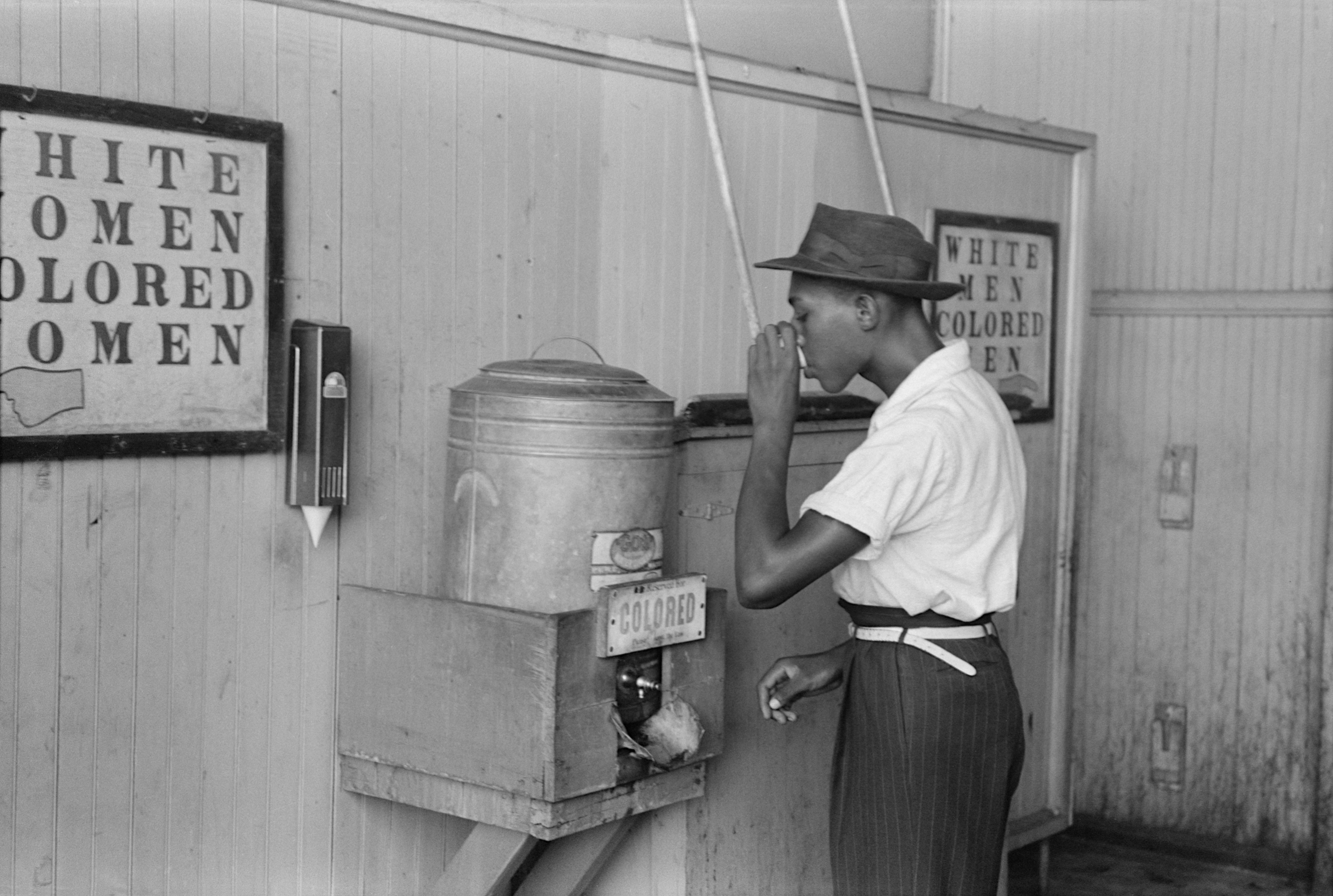
Separovaná fontánka pro „barevné“ v Oklahomě roku 1939; foto: Russell Lee, agentura Farm Security Administration

Novinářská fotografie 20. a 30. let 20. století je také označována sociální fotografie. Fotografie se v této době pro totalitní režimy (komunismus a nacismus) stala zbraní moci a propagandy. Přerušil se vývoj umění, umělecké experimenty byly nevítané a svobodný projev prakticky znemožněn. Představitelé nových směrů opouštěli zemi. Totalitní režimy pomocí fotografie klamaly důvěřivou veřejnost. Hitlerův Mein Kampf (1924) předznamenal děsivé události v celé Evropě. V Německu od roku 1933 dostali nacisté veškerý tisk a novinářskou fotografii pod svou kontrolu a začali ji systematicky zneužívat.
Joseph Goebbels dělal vše pro to, aby získal obyvatelstvo pro novou vládu Adolfa Hitlera. Sloužila k tomu také očista německého tisku, při které nacisté vytvořili seznamy nepohodlných fotografů. Kampaň měla za hlavní cíl vytlačit Židy a cizince, kteří byli postiženi zákazem výkonu povolání, pronásledováni, vyhnáni ze země, v některých případech zavražděni. Na seznamu pronásledovaných byli také fotožurnalisté Alfred Eisenstaedt, Erich Salomon (ten byl zabit i se svou rodinou v Osvětimi), Felix H. Man, Nachum (Tim) Gidal, Martin Munkácsi a Robert Capa.
Rumunský fotograf Iosif Berman (1892–1941) v letech 1920 až 1923 pracoval jako korespondent z Istanbulu pro rumunské noviny. Po návratu do Rumunska byly jeho fotografie publikovány ve všech hlavních rumunských novinách: Adevărul, Dimineaţa, Curentul, Realitatea ilustrată, România ilustrată, Ilustraţiunea română, Cuvântul liber, L'Indépendance roumaine a také v The New York Times a National Geographic, byl korespondentem Associated Press a skandinávských noviny Scandinavian Newspaper Press.
V českých zemích působili Lubomír Linhart, Karel Teige, Rudolf Kohn, Karel Kašpařík, Oldřich Straka a pořádaly se takzvané výstavy sociální fotografie. V letech 1927–1928 Josef Sudek dokumentoval dostavbu katedrály sv. Víta a roku 1928, k 10. výročí založení republiky, vydal album 15 originálních fotografií s názvem Svatý Vít. Na Slovensku se do kronik fotografie zapsali Irena Blühová, Karol Aufricht, Iľja Jozef Marko, Sergej Protopopov, Barbora Zsigmondiová, François Kollar. V Anglii jako fotoreportér působil Bill Brandt a v Německu John Heartfield či August Sander.
V USA roku 1935 zahájila fotografickou kampaň agentura Farm Security Administration, do jejíhož sociologicko-dokumentárního programu se zapojila řada fotografů, jako byli například Roy Stryker, Walker Evans, Dorothea Langeová, Ben Shahn, Arthur Rothstein a agentura Fotoliga, ve které vynikali Aaron Siskind nebo Helen Levittová. Společnost FSA měla za úkol v rámci reforem New Deal sestavit dokumentaci sociálních problémů v jižních státech USA. V tomto období se začala formovat dokumentární fotografie, jejímiž hlavními charakteristikami byl důraz na realismus, snaha bez příkras zachytit věci takové, jaké jsou; spoluprožití bídy a utrpení, jasný morální postoj a konečně samotné vědomí specifičnosti tohoto média. Se vstupem USA do druhé světové války však nastala změna. Projekt dostal jiné jméno (Office of War Information) a jiný program. Ve válce musela propaganda ukazovat, jak jsou Spojené státy silné, a ne jaké mají potíže. V roce 1948, kdy FSA zanikla, byla dokonce snaha pořízené dokumenty zničit, aby nemohly být použity pro komunistickou propagandu.
Zlatý věk fotografie nastal v období 1930–1950. Některé časopisy, jako například londýnský Picture Post, francouzský Paris Match, berlínský Arbeiter Illustrierte Zeitung, Berliner Illustrirte Zeitung, americký Life, Sports Illustrated a National Geographic stejně jako magazíny londýnský Daily Mirror, americké The New York Daily News, Weekly Illustrated, Look, Picture Post, sovětské Ogoňok a SSSR na strojke nebo český Pestrý týden stavěly svou prestiž na tištěné fotografii. Hlubotisk umožňoval nápaditě členit plochu dvojstránek a sazbu s fotografiemi uspořádat do netradičních kompozic.
V předválečné politicky nestabilní Evropě se fotografie stejně jako film staly výraznými manipulátory. Ve fašistické Itálii a nacistickém Německu sloužily k propagaci ideálů diktatur (například Leni Riefenstahlová).
V této době se proslavili například Robert Capa, Alfred Eisenstaedt, Margaret Bourke-Whiteová a William Eugene Smith. Francouz Henri Cartier-Bresson, kterého fascinovaly události všedního dne, se právem považuje za otce moderní fotožurnalistiky. Němec Erich Salomon ještě před tím, než jej nacisté popravili, fotografoval rafinovanými metodami velké osobnosti tohoto světa, státníky, politiky a diplomaty v neoficiálních a lidských situacích.
Jako jeden z předchůdců významných fotografů z druhé světové války je uznáván také voják Tony Vaccaro. Svým skromným aparátem Argus C3 zachycoval hrůzné okamžiky války. Robert Capa, který používal stejný fotoaparát, zachytil stěžejní momenty válečného konfliktu v Den D na pláži Omaha. Stejně jako mnoho dalších obětavých fotožurnalistů ve válce padl. Částečně jej zastoupil jeho bratr Cornell Capa.
V období druhé světové války působili i další fotografové, jako například David „Chim“ Seymour, Dmitrij Baltermanc, Anatolij Garanin, Boris Kudojarov, Jevgenij Chalděj, Michail Trachman, Arkadij Šajchet, Galina Saňková; a také čeští fotografové Zdeněk Tmej, Jindřich Marco, Oldřich Straka, Karel Ludwig, Václav Jírů, Václav Chochola nebo Karel Hájek.
V roce 1947 založili reportážní fotografové Robert Capa, Henri Cartier-Bresson, David Seymour a George Rodger jako reakci na druhou světovou válku mezinárodní zpravodajskou agenturu Magnum Photos, která funguje dodnes. Fotografický styl v tomto období je označován humanistická fotožurnalistika v čele s již známými fotografy jako Werner Bischof, William Eugene Smith, David Seymour a René Burri. Dodávali snímky do magazínů Life, Look, Du nebo Time. V tomto období se pozornost médií přesunula na válku v Indočíně (1946–1954). Nejen na tuto událost, ale také na jiné válečné konflikty se specializovali například David Douglas Duncan, Donald McCullin, Philip Jones Griffiths, Tim Page nebo Gilles Peress. V Americe vznikla takzvaná Newyorská škola fotografie: Helen Levittová, Lisette Modelová, Weegee, Diane Arbusová, Robert Frank a William Klein.

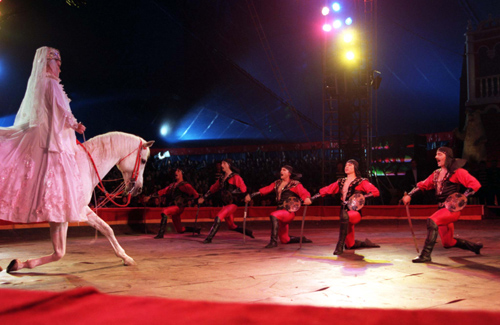
Michail Jevstafjev, Ruský cirkus

Od druhé poloviny šedesátých let 20. století však humanismus, který byl optimisticky zaměřený do budoucna, z fotografie ustoupil pod vlivem dalších válek a konfliktů. Vietnamská válka otřásla celým světem – fotografie zvěcněla, zdrsněla a zestřízlivěla.
William Eugene Smith v letech 1971–1973 fotografoval v Minamatě, japonském rybářském městě, jehož obyvatelé trpěli otravou rtutí, kterou do moře vypouštěla chemická továrna Chisso Corporation. Fotografie byly otištěny ve významných světových denících a časopisech. Továrna nakonec musela vyplatit obětem odškodné a udělat příslušná opatření k zastavení znečišťování životního prostředí.
Na počátku sedmdesátých let se trojice fotografů Joel Meyerowitz, Stephen Shore a William Eggleston stala první skupinou mladých umělců, kteří začali používat barevný materiál nejen v reportážní, ale zároveň také ve výtvarné fotografii. Eggleston byl dokonce v historii Muzea moderního umění (MoMA) v New Yorku první, kdo tam barevné fotografie vystavil. Dalo by se říci, že se reportážní fotografie stává v určitých případech zároveň výtvarnou.

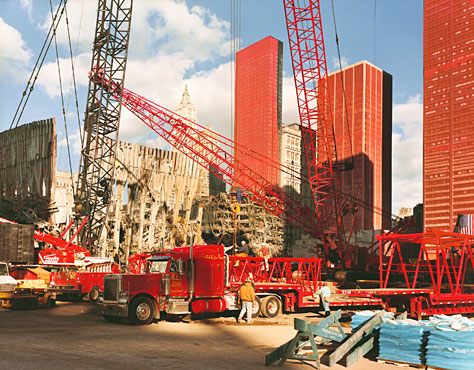
Joel Meyerowitz dokumentoval odklízení trosek po 11. 9. 2001

Válečné reportážní fotografii se věnovali a věnují fotografové Donald McCullin, Philip Jones Griffiths  nebo James Nachtwey. Reportáže z kambodžského hlavního města Phnompenhu z roku 1975, kdy se vlády ujali Rudí Khmerové přinášel kambodžský fotožurnalista Dith Pran. Později pracoval pro The New York Times a byl o něm natočen oscarový film Rolanda Joffého Vražedná pole. Kromě nich jsou svými dokumentárními snímky světově známí Lee Friedlander, Garry Winogrand, Nan Goldinová, Nobujoši Araki a členové agentury Magnum Photos Charles Harbutt, Martin Parr, Carl de Keyzer, Alex Webb a Sebastião Salgado.
V Moskvě se každoročně koná festival profesionální dokumentární fotografie Interfoto, který je největším festivalem v Rusku, pobaltských zemích i mezi členy Společenství nezávislých států. Festival Interfoto navštěvuje mnoho významných mezinárodních fotografů.
Ze současných fotožurnalistů působí aktivně například Michail Evstafjev, který dokumentuje události v Čečensku, Bosně, Černobylu, Jižní Osetii a jeho díla jsou součástí sbírky Moskevského domu fotografie. Dalšími současnými významnými fotografy Ruska a zemí SNS jsou například Georgij Pinchasov, Jurij Vasiljevič Abramočkin,Vladimir Sjomin, Ljalja Kuzněcovová, Vladimir Velengurin, Andrej Čežin nebo Vadim Gippenrejter. Bloger a fotožurnalista Rustem Adagamov. V tradici umělecké dokumentární fotografie pokračuje Valerij Vjačeslavovič Nistratov, pedagog z moskevské fotografické školy.
Joel Meyerowitz vydal fotografický archiv se záběry útoku z 11. září 2001 na World Trade Center a fotografoval na ground zero během záchranných prací bezprostředně po útoku.

## České země

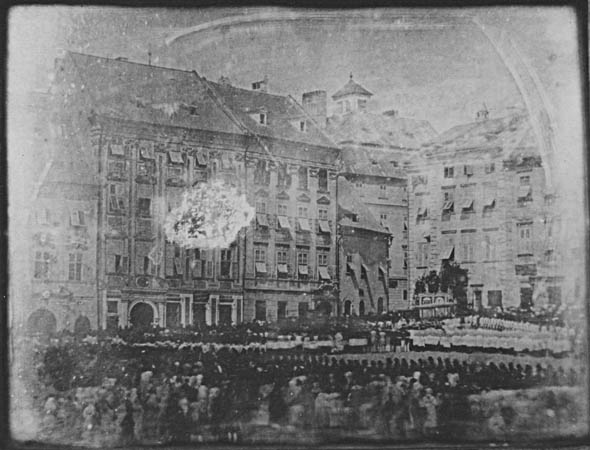
Slavnost Božího těla na Zelném trhu v Brně, Bedřich Franz, 10. června 1841

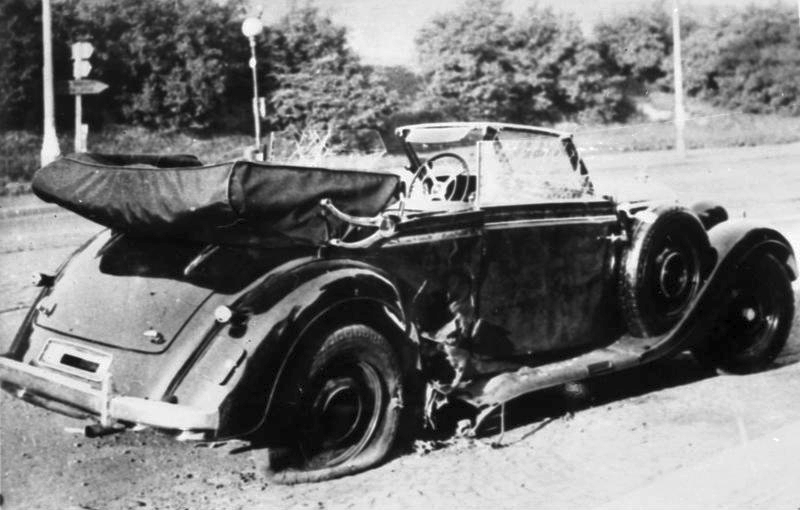
Atentát na Reinharda Heydricha, 27. května 1942

Česká fotografie se vyvíjela v souladu s evropským myšlením a trendy, do roku vzniku samostatného státu roku 1918 v propojení s dalšími národy v rakouských zemích. Celkem obvyklé bylo studium ve Vídni, v Mnichově a dalších německy mluvících městech. Po vzniku První republiky se pak orientace přes Německo rozšířila i na Paříž.

Fotografická tvorba (stejně jako ostatní výtvarné umění) však byla také několikrát hermeticky uzavírána: v protektorátu za okupace německými vojsky, v období stalinismu nebo po vstupu vojsk Varšavské smlouvy v roce 1968 během normalizace. Konec dvacátého století přinesl revoluční předěl v technice snímání směrem k digitálnímu záznamu a jeho počítačové manipulace.
Jeden z nejstarších snímků události na světě vznikl v Brně, kde Bedřich Franz 10. června 1841 vyfotografoval slavnost Božího těla na Zelném trhu. Fotografie vznikla dva roky poté, co francouzský výtvarník Louis Daguerre úspěšně završil vývoj daguerrotypie. Přibližně ze stejné doby jsou také daguerrotypie bratrů Josefa a Johanna Nattererových z Vídně. Průkopníkem reportážní fotografie v českých zemích byl Rudolf Bruner-Dvořák. Jeho aktuální živé snímky z Jubilejní zemské výstavy v Praze v roce 1891 se označují za první skutečnou fotografickou reportáž v Česku. Josef Jindřich Šechtl, který žil v letech 1877–1954, zachytil návrat Tomáše G. Masaryka z exilu 21. prosince 1918. Dalším významným fotožurnalistou za Rakousko-Uherska byl František Krátký, který ovládal místopisnou i reportážní fotografii.
Později se začali prosazovat Pavel Altschul, Karel Hájek, František Illek, Alexandr Paul, Václav Jírů nebo Jan Lukas.
K vývoji reportážní a novinářské fotografie přispěl nástup společenských časopisů ilustrovaných fotografiemi, jako byl například týdeník Český svět. Kromě Rudolfa Brunera-Dvořáka do něj přispívali také Bohumil Střemcha a Zikmund Reach.
Ze svých cest do Ruska si přivezl řadu jedinečných snímků malíř Alfons Mucha. Cestovatel Alberto Vojtěch Frič při cestách do Jižní Ameriky dokumentoval indiánské kmeny a jejich kulturu a zvyky; společně s Karlem Dvořákem rozvíjeli tzv. národopisnou fotografii.
V malbě a literatuře První republiky převládal takzvaný magický realismus, do kterého spadali členové výtvarné skupiny Devětsil a také Jindřich Štyrský.
Z fotografů provozoval výzkumnou etnografickou činnost Karel Plicka, který fotografoval přímočarým, realistickým dokumentaristickým způsobem. Jeho publikace Praha ve fotografii Karla Plicky, vydaná v roce 1940, patřila k významným uměleckým dílům, která za okupace přispěla k posílení národního sebevědomí. Živou fotografii prosazoval Přemysl Koblic podobně jako později Jiří Kobíček[zdroj?]. Reportážní fotografie Bohumila Šťastného se uplatnily v časopise Pestrý týden. Pro časopisy nakladatelství Melantrich pracoval reportážní fotograf Karel Hájek, který 3. ledna 1934 nasnímal katastrofu na dole Nelson III u obce Osek. Katastrofu způsobil výbuch uhelného prachu a zemřelo 142 horníků, dodnes jde o největší důlní neštěstí na území Česka. Alexandr Paul, František Illek a Pavel Altschul roku 1931 založili agenturu Centropress, později druhou agenturu Photo Service a společně ve 30. a 40. letech udávali tón dobové reklamní a užité fotografie i fotografie památek a architektury. Jedním z nejmodernějších obrazových časopisů byl týdeník Světozor, do kterého přispívala Marie Stachová, například reportáží hospodářské krize 30. let ze severočeských okresů. Pro francouzský časopis Vu pracoval Hans Ernest Oplatka. Dalšími známými nebo začínajícími fotografy byli například Václav Jírů, Jan Lukas, Josef Voříšek, Sláva Štochl, Zdeněk Tmej, Čeněk Vošta a další. Průkopníkem žurnalistické fotografie na Slovensku byl Viliam Malík, který od roku 1936 spolupracoval s pobočkou ČTK.
V období druhé světové války působili například Zdeněk Tmej, Oldřich Straka, Karel Ludwig, Václav Jírů nebo Václav Chochola. Okupaci Československa dokumentovali Ladislav Sitenský a Karel Hájek. Slavnou fotografii Příjezd německých vojáků do Prahy pořídil roku 1939 Josef Novák. Po zastavení některých magazínů, např. Národní listy nebo A-Zet, začaly vycházet proněmecky orientované časopisy Kuratoria jako Böhmen und Mähren nebo Zteč, pro který fotografoval Svatopluk Sova. Další časopisy, např. Světový zdroj zábavy a poučení, Praha v týdnu anebo Ahoj, nejdříve otiskovaly žánrové a vlastivědné snímky, fotografie zvířat, portréty hereček nebo sportovní záběry. Po nástupu Reinharda Heydricha do funkce říšského protektora v roce 1941 většina těchto časopisů publikovala převzaté agenturní záběry propagující úspěchy německé armády i snímky antisemitského charakteru.
Většina českých fotografů se raději věnovala snímkům historických památek, krajin, dětí a folklóru, momentkám z běžného života nebo sportovní reportáži. Václav Jan Staněk publikoval oblíbené knihy se snímky zvířat a rostlin. Karel Hájek fotografoval pro oslavnou knihu o Emilu Háchovi. K několika z mála reportérů, kteří pracovali přímo na bojišti, patřili Ladislav Sitenský, Julius Výmola, Robert Kellner nebo Otakar Jaroš.
Mnoho vynikajících a dramatických snímků vzniklo během Pražského povstání v květnu 1945 i krátce po skončení války (Václav Chochola, Karel Ludwig, Zdeněk Tmej, Sláva Štochl, Miroslav Hák, Emil Fafek a další). Jindřich Marco fotografoval návrat k životu v německých a polských městech (Drážďany, Berlín, Varšava). Marco fotografoval i pro týdeník Svět v obrazech první izraelsko-arabskou válku. Dokumenováním svobodného života do roku 1948 se zabývali Viktor Richter, Jan Lukas nebo Jan Beran.
Po únorových událostech 1948 byla novinářská fotografie nástrojem komunistické propagandy, kdy byla skutečnost překrucována podle oficiální ideologie. Příkladem je přikrašlování politických vůdců, doplňování nadšených davů místo několika jedinců nebo retušování nepohodlných osob. Oficiální tendence socialistického realismu kulminovaly v období od roku 1948 do roku 1957. Mnoho periodik zaniklo, v dalších byli dosazeni šéfredaktoři, kteří vykonávali příkazy komunistické strany. V roce 1950 byl vynikající reportér Jindřich Marco, který spolupracoval se zahraničními magazíny Life, Look nebo Picture Post a s velikány jako byli Robert Capa nebo Alfred Eisenstaedt, odsouzen na sedm let vězení. Karel Otto Hrubý, Václav Jírů, Jan Byrtus, František Krasl a Miloš Polášek se podíleli na tendenčním duchu socialistické fotografie. V newyorské pobočce OSN pracoval na moderní dokumentaristické fotografii města Bedřich Grünzweig. Zcela mimo ducha socialistického realismu fotografovali v té době Václav Chochola se Zdeňkem Tmejem koně a sport. Společně potom vydali dvě publikace o koních. Chochola se věnoval také portrétování výtvarníků, hudebníků, divadelní fotografii a především městské tematice inspirované uměleckou Skupinou 42. Zdeněk Tmej musel přežívat pod dohledem policie, byl tehdy 7 let ve vězení. Dokumentoval tanec, snímky vydal v knize Svět Tanců. Těžištěm jeho celé tvorby je však dokument z totálního nasazení v polské Vratislavi v letech 1942–43.
V Československu se v tomto období pod pojmem výtvarný fotožurnalismus objevili autoři jako například Karol Kállay, Martin Martinček, Bohumil Puskailer, Leoš Nebor, Miroslav Hucek, Pavel Dias, Dagmar Hochová, Markéta Luskačová a Josef Koudelka.
Od poloviny padesátých let, s odstupem od Stalinovy a Gottwaldovy smrti, se živá reportážní fotografie i momentky z každodenního života uplatňovaly i v denním tisku a časopisech jako byly například Květy. V roce 1955 byl založen deník Večerní Praha, jejímž vedoucím fotoreportérem byl Erich Einhorn. Začaly se prosazovat obrazové seriály, například Milada Einhornová vydávala fotografické knížky pro děti. Další slavnou fotografkou byla etnografka Eva Davidová, která dokumentovala kočující Romy, a stala se tak zakladatelkou české romistiky. Jiří Jeníček publikoval články a rozhovory věnované zakladatelům moderní fotografie – Josefu Sudkovi, Františku Drtikolovi, Jaromíru Funkemu, Eugenu Wiškovskému, Josefu Koudelkovi, Henrimu Cartier-Bressonovi a agentuře Magnum.
V období let mezi dozněním českého stalinismu a pražským jarem (asi 1958–1967) převažoval zájem o drobné události každodenního života, kterou ovlivnila poezie všedního dne. Tématy z obyčejného života měla být fotografie srozumitelná širokým vrstvám. Fotografové také navázali na civilismus skupiny 42 z prvního dvacetiletí 20. století nebo se nechali inspirovat výstavou Lidská rodina (Family of Man), kterou zorganizovala v roce 1955 agentura Magnum Photos v čele s Edwardem Steichenem. Výstava byla poprvé uspořádána roku 1955 v Muzeum moderního umění (New York)|Muzeu moderního umění v New Yorku. V soutěži World Press Photo 1958 získal hlavní cenu se snímkem Brankář a voda fotoreportér Stanislav Tereba.

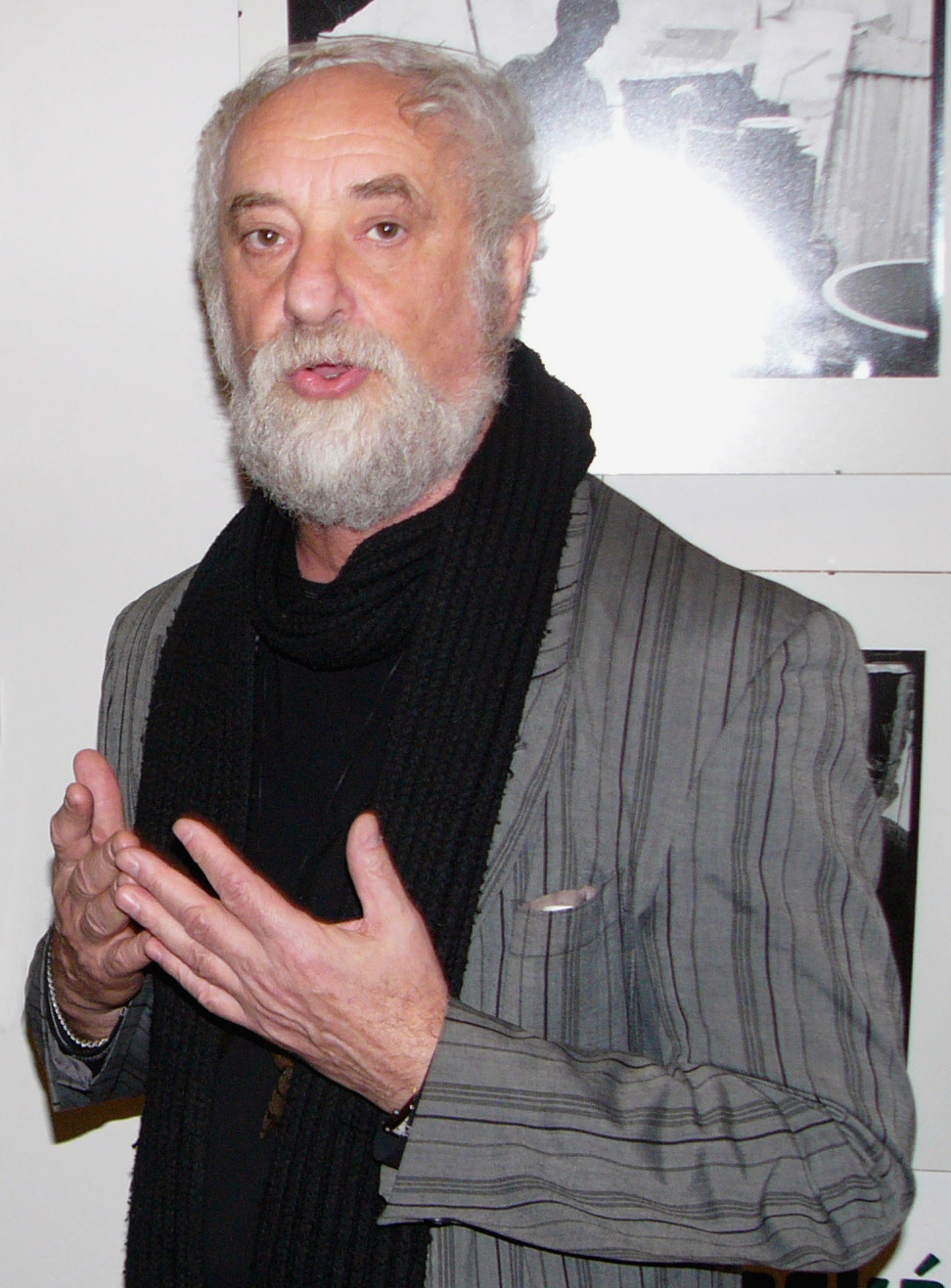
Český fotograf Jindřich Štreit, 2009

Roku 1959 začal vycházet týdeník Mladý svět, ve kterém působili Leoš Nebor, Jan Bartůšek, Pavel Dias a Miroslav Hucek. Publikovali nejen záběry všedního dne, ale také několikastránkové reportáže a fotoeseje ze života mladých lidí, záběry z celého Československa i momentky z cest. Ve své době byl Mladý svět oficiálním časopisem Socialistického svazu mládeže, a jeho styl se stal vzorem pro mnoho dalších fotografů. V roce 1959 vydal Erich Einhorn knihy Praha všedního dne a Do Moskvy, ve kterých zobrazil typické scény pražských a moskevských ulic, kulturní a společenský život obyvatel obou měst i mohutné architektury sovětské metropole. S pragensiemi se k němu přidal také Václav Jírů, dokumentem se zabývali Antonín Bahenský, Miroslav Jodas, Jiří Všetečka, Jan Reich nebo méně známí Miroslav Peterka a Jovan Dezort. Knihy Jana Lukase (Hellas, Wir Menschenkinder, Athens, Naples) vycházely hlavně pro zahraniční trh. K vrcholům dokumentární fotografie patří Londýn Miloně Novotného, který vystihuje šedesátá léta v životním stylu mladých lidí. Ponižování lidských hodnot, ale také každodenní okamžiky na Ostravsku dokumentoval Viktor Kolář. Do šedesátých let patří také díla dvou fotografek: Dagmar Hochové a její snímky dětí, starých lidí, spontánnosti, morálky, důstojnosti a upřímnosti mezilidských vztahů; a Markéty Luskačové – socioložky, která snímala katolické poutě a přežívající tradice a rituály na Slovensku. Na Slovensku vznikl také cyklus Cikáni Josefa Koudelky, který zobecňoval humanistický obsah a získal roku 1975 mezinárodní proslulost na Koudelkově samostatné výstavě v New Yorku.
Období politického uvolnění a liberalizace ukončila vojska Varšavské smlouvy v srpnu 1968. Normalizace sedmdesátých let způsobila, že mnozí tvůrci z minulé dekády byli rychle odsunuti mimo ohnisko pozornosti. Na rozdíl od výtvarného umění (především volné malby a sochařství) však zůstávala fotografie mimo nejtvrdší zásahy režimu.
Fotografie z protestních akcí obyvatel Prahy vytvořil Josef Koudelka pod pseudonymem Pražský fotograf. Stejné události zachycovali také Miloň Novotný, Miloš Polášek, Jiří Všetečka, Dagmar Hochová, Pavel Štecha, Sudkova žákyně Sonja Bullaty se svým manželem Angelem Lomeem a řada dalších.
Sedmdesátá léta znamenala pro českou fotožurnalistiku období hlubokého úpadku. V povinných snímcích, které musely vyzařovat optimismem, opět začal převládat schematismus, strnulost, nedostatek hledání širších souvislostí nebo uplatňování autorského rukopisu. Ke zlepšení nepřispěl ani přechod na barevný tisk, jelikož tiskárny požadovaly diapozitivy středních formátů, což vylučovalo práci s pohotovými kinofilmovými fotoaparáty.
Události roku 1989 v Československu obrátily pozornost veřejnosti k reportážní aktualitě a dokumentu. Většině autorů se však změnou režimu otevřel prostor za hranice na Západ.
V české a slovenské dokumentární a žurnalistické fotografii tvořili nebo stále tvoří Josef Koudelka, Markéta Luskačová, Ondřej Němec, Antonín Kratochvíl, Zdeněk Lhoták, Jindřich Štreit, Bohdan Holomíček, Viktor Kolář, Karel Cudlín, Jiří Hanke, Dana Kyndrová, Vladimír Birgus, Václav Podestát, Jaroslav Bárta, Tibor Huszár, Ján Rečo, Martin Kollár, Andrej Bán, Jozef Ondzik, Lucia Nimcová. Dalším současným fotoreportérem je Jan Šibík pracující pro časopis Reflex, který je známý svými fotografiemi z válečných konfliktů.

## Etika a právo

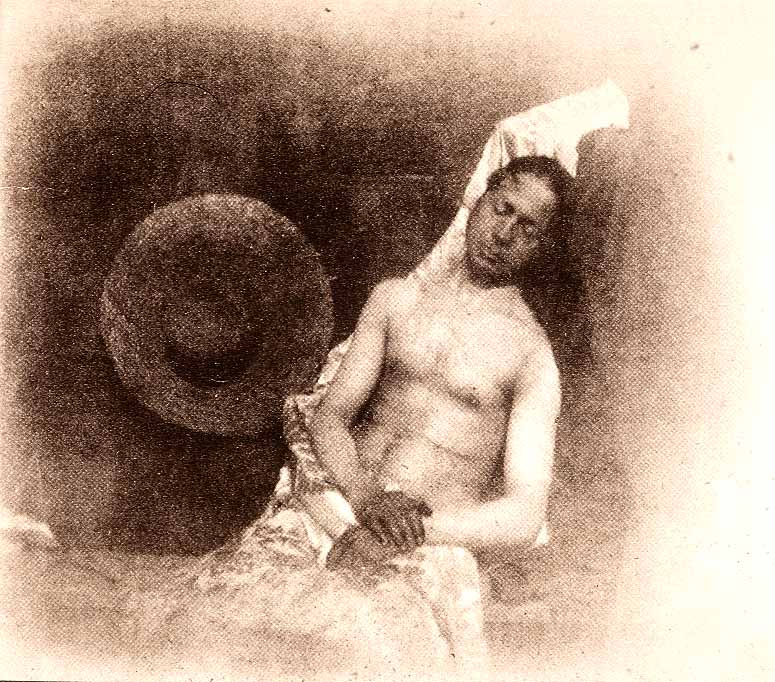
Hippolyte Bayard na zmanipulovaném autoportrétu Sbohem, krutý světe!, 1840

Novinářský fotograf má vysokou míru etické zodpovědnosti, protože se snadno může stát nástrojem propagandy. Hlavní etické aspekty zapadají do celkového systému právních předpisů. Zákony, týkající se těchto věcí, se mohou lišit v různých zemích. V novinářské etice se spolu střetává svoboda slova (zaručená v Česku článkem 17 Listiny základních lidských práv a svobod, v USA Prvním dodatkem Ústavy) s obecnou mírou vkusu, ochranou soukromí, ochranou práva na čest a důstojnost a zodpovědným hledáním objektivní pravdy. Fotoreportér nesmí překročit hranice intimní sféry kvůli vytvoření laciné senzace (jak činí například v řemesle fotografů rozšíření paparazziové). Národní asociace novinářských fotografů (National Press Photographers Association) proto v USA vydala spolu s dalšími organizacemi etický kodex fotografů. S osobami, u kterých je na snímku rozpoznatelná jejich podoba, je potřeba uzavřít takzvanou smlouvu model release, na které je písemné svolení fotografovaného s užitím snímku podle zákona na ochranu osobnosti.
Novinářskou fotografii provází od jejího vzniku až po současnost snaha o zmanipulování a zkreslení skutečnosti. Počínaje rozhořčením Hippolyte Bayarda nad tím, že společnost neuznala jeho vynález procesu přímého pozitivního fotografického tisku roku 1840, který vynalezl ještě před Daguerrem; nebo fotografiemi Údolí stínu smrti Rogera Fentona, které zmírňovaly odpor britského národa k nepopulární válce na Krymu a mařily protiválečné zpravodajství The Times. Jevgenij Chalděj pak v květnu 1945 naaranžoval vztyčování vítězné sovětské vlajky nad Říšským sněmem v Berlíně a celkově je prokázáno mnoho snímků, které zmanipuloval Hitlerův režim i komunistická propaganda. V současnosti manipulace pronikla i na fotografie Adnana Hadždžiže z agentury Reuters, která uznala, že nejméně dvě jeho fotografie z Druhé libanonské války mezi Izraelem a hnutím Hizballáh byly před zveřejněním pozměněny.

## Technologie

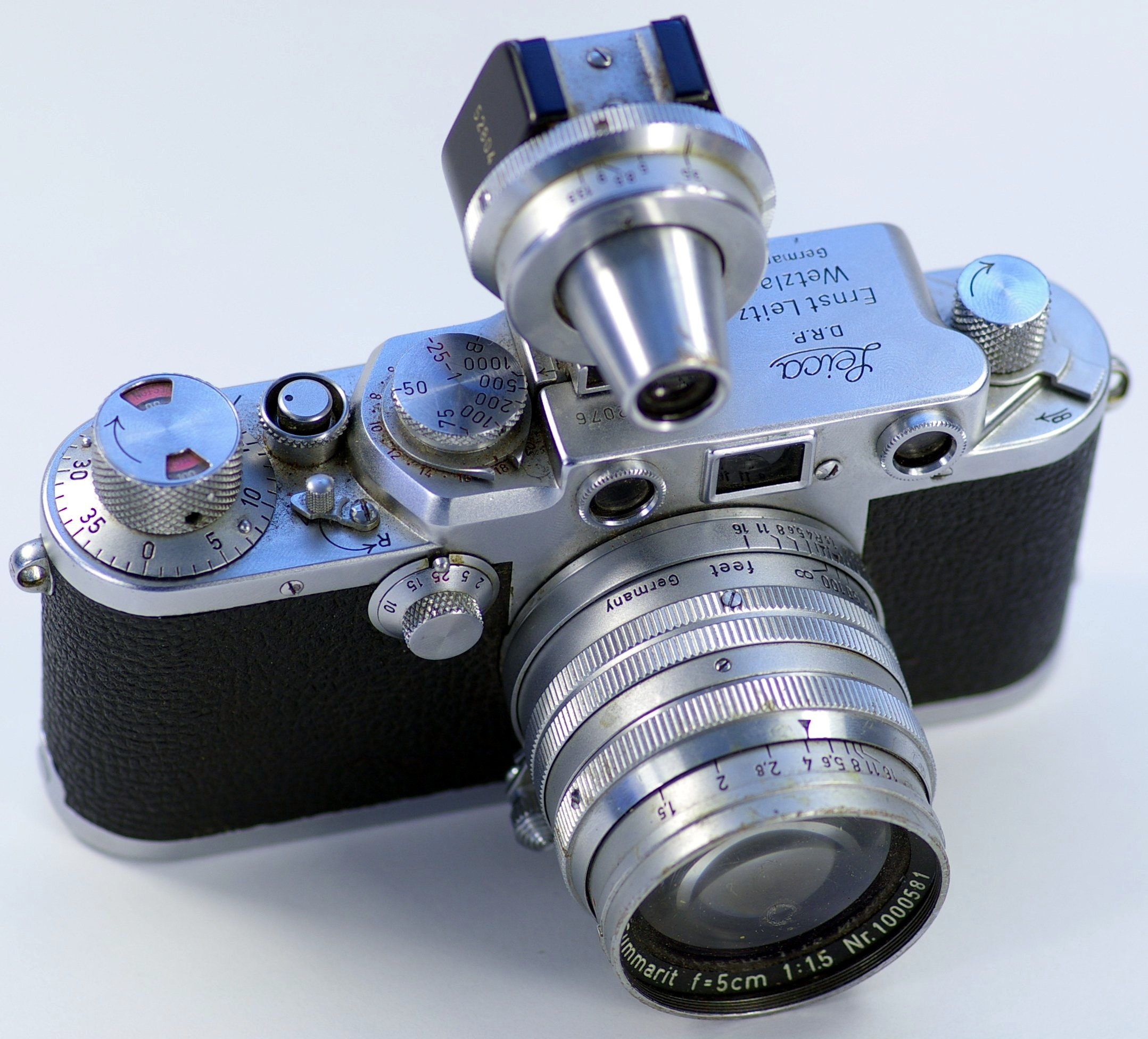
Model Leica IIIf s externím hledáčkem z roku 1950

Rozvoj lehce přenosných malých fotoaparátů (např. Leica) a citlivějších filmů umožnil od počátku 20. století fotografům převzít hlavní roli ve zpravodajství a umožnil lidem lepší pochopení bouřlivého sledu událostí ve světě. Od šedesátých let minulého století to byly motorové převíjení, elektronické blesky, automatické ostření, lepší objektivy a další fotografické vybavení, které umožnily jednodušší pořizování snímků. Digitální fotografie osvobodila reportéry od nízkého limitu počtu snímků na jeden fotografický film. Dnes se na jednu paměťovou kartu vejdou tisíce snímků a v případě, kdy nemá fotoreportér k dispozici počítač, může využít možnosti přenosného zálohovacího zařízení.
Kolem roku 1985 bylo potřeba 30 minut k naskenování a přenosu jednoho barevného obrázku ze vzdáleného místa do zpravodajské kanceláře, kde mohl být vytisknut. O dvacet let později již mohl fotožurnalista pomocí digitálních technologií – fotoaparátu, mobilního telefonu a notebooku – poslat fotografii ve vysokém rozlišení doslova několik sekund poté, co se daná událost stala. Bezdrátové technologie jako je Wi-Fi, videotelefony, satelitní internet a přenosné satelitní vysílače umožnily rychlé, mobilní a technicky kvalitní datové přenosy z téměř jakéhokoliv místa na Zemi.

## Profesionální organizace a ocenění
Mezi prvními mezinárodními organizacemi zpravodajských fotografů byla Dánská unie novinářských fotografů (Pressefotografforbundet), založená roku 1912 šesti fotoreportéry (Damgaard, Aagaard a další); v roce 2011 měla již přes 830 členů.
V Německu existuje několik profesních organizací. Například od roku 1995 je to občanské sdružení Freelens s 1600 členy, od roku 1948 funguje Německá unie žurnalistek a žurnalistů (Deutsche Journalistinnen- und Journalisten-Union), která má více než 22 000 členů a Německý svaz novinářů (Deutscher Journalisten-Verband) s 39 000 členy.
Polská zpravodajská agentura Propaganda byla založena v roce 1910 Marianem Fuksou. Po roce 1918 vznikly nové obrazové agentury včetně ilustrovaných časopisů – organizace Światowid (vydávala Ilustrowany Kurierz Polski), Fotoplat, Akademicka Agencja Fotograficzna nebo fotooddělení agentury Polska Agencja Telegraficzna.
V Rusku ve třicátých letech 20. století pracovala pod vedením Alexandra Rodčenka agentura Říjen (Oktjabr). Dnes se profesionální a amatérští fotografové sdružují v projektu časopisu Ruský reportér (Ruskij reportěr) s názvem Fotopoligon.
V roce 1946 byla v USA založena Národní asociace novinářských fotografů (NPPA), která dnes má přibližně 10 tisíc členů. Ve Švédsku vznikl klub Pressfotografernas, který sdružoval novinářské fotografy od roku 1930, ve Velké Británii od roku 1984 působí Britská asociace novinářských fotografů (British Press Photographers Association, BNPA), v Hongkongu je to od roku 1989 sdružení Hong Kong Press Photographers Association a poměrně krátce (od roku 2000) existuje asociace fotožurnalistů v Severním Irsku s názvem Asociace novinářských fotografů Severního Irska (Northern Ireland Press Photographers Association, N-IPPA).

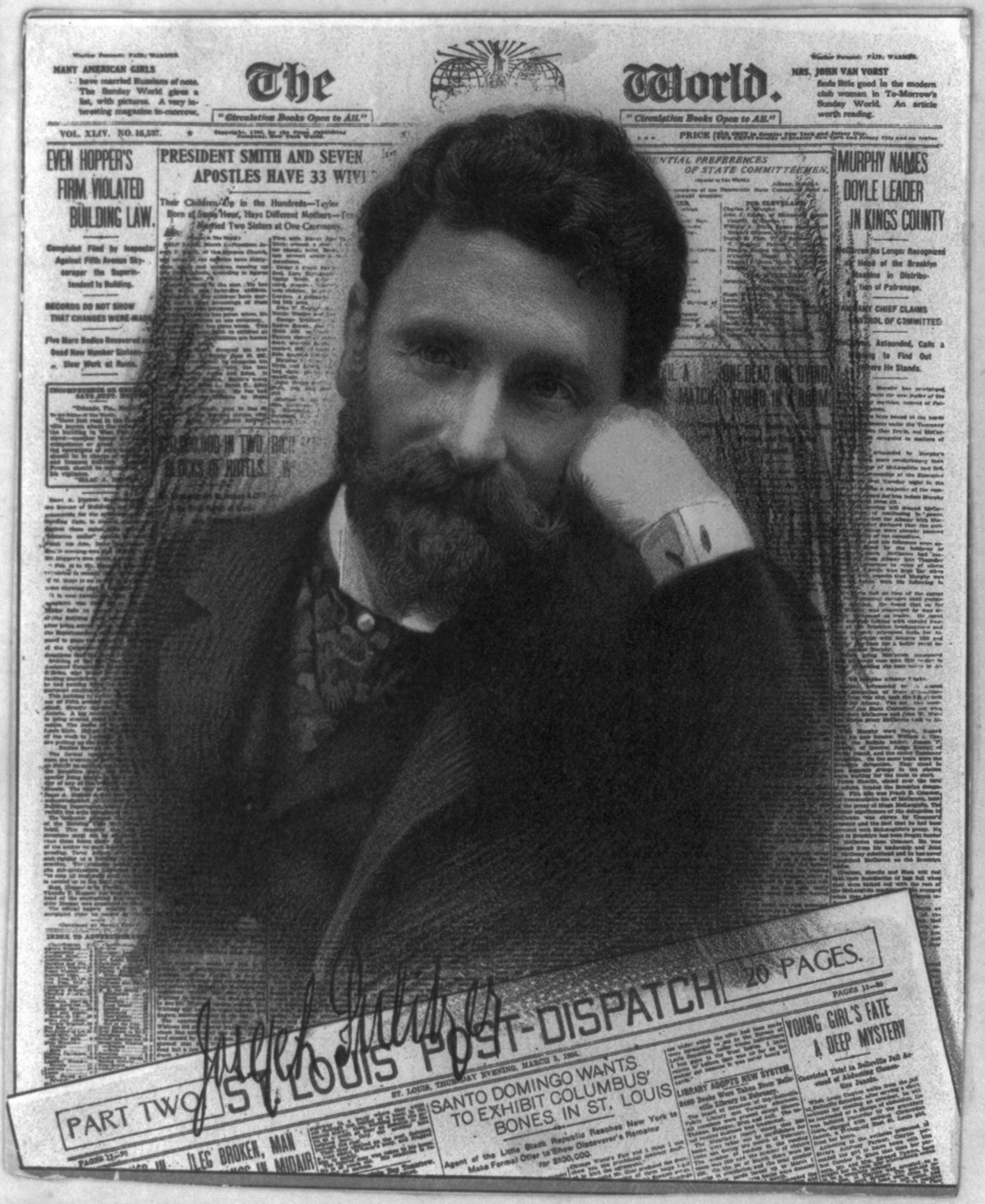
Joseph Pulitzer, 1904

Mezi profesionální organizace, které sdružují české fotografy, patří od roku 1990 například Asociace profesionálních fotografů ČR, která pokračuje v práci bývalého Fondu výtvarných umění a svazu výtvarných umělců a je zároveň mimo jiné členem Federace evropských profesionálních fotografů. Dále jsou to Svaz českých fotografů, Komora fotografických živností nebo Unie fotografů ČR, která byla ustavena roku 2006.
Na Slovensku působí Zväz slovenských fotografov, který uděluje ocenění Zlatý odznak a za mimořádně záslužnou práci medaili Jozefa Maximiliána Petzvala.
Organizace pro zpravodajství, publicistiku a vzdělávání vytvořily řadu ocenění za nejlepší novinářské fotografie. Prestižní americké novinářské a umělecké ocenění Pulitzerova cena za žurnalistickou fotografii bylo poprvé uděleno v roce 1942. Od roku 1968 se tato cena dává fotožurnalistům pravidelně, a to v kategoriích Feature Photography, Spot News Photography (od roku 2000 nazývaná Breaking News). Další ceny uděluje organizace World Press Photo, která má celou řadu poboček v jednotlivých státech na světě; National Press Photographers Association a organizace Pictures of the Year (Fotografie roku). Americká organizace Overseas Press Club (OPC) uděluje každoročně Zlatou medaili Roberta Capy za „nejlepší reportáž, která si vyžádala mimořádnou odvahu“. Ve Francii dostávají nejlepší fotožurnalisté cenu Prix Nadar pojmenovanou po fotografovi Nadarovi, kterou uděluje společnost Gens d’Images. Dalším významným oceněním za vynikající humanistickou fotografii je od roku 1980 Cena W. Eugena Smithe, kterou ve jménu Williama Eugena Smithe uděluje organizace W. Eugene Smith Memorial Fund.
V Československu uděloval od konce čtyřicátých let dvacátého století každoročně ocenění Svaz československých novinářů, od šedesátých let na něj navázal Klub fotoreportérů Československého svazu novinářů. Od 24. listopadu 1995 uděluje v Česku ceny za nejlepší žurnalistické fotografie agentura Czech Press Photo, kterou založila Daniela Mrázková.

## Kompozice a technika snímání

Clem Albers: Před vystoupením z autobusu prohlíží evakuované osoby japonského původu zdravotnický personál; u dítěte zjistili spalničky a doprovází matku s dítětem do nemocnice v kalifornském Manzanaru

- Pokud je při reportážní fotografii přítomno více osob, Ondřej Neff doporučuje své pravidlo tří, které říká, že pokud jsou na snímku více než tři osoby, začíná působit chaoticky a nepřehledně. Když se nezkušený fotograf ocitne uprostřed událostí, bezmyšlenkovitě „fotografuje všechno“, aby „tam všichni byli“. Výsledkem jsou chaotické snímky bez hlavního objektu, který snímku dominuje. Je dobré pozorovat dění okolo sebe a snažit se zachytit jednotlivé drobné události.[141]

- Zasazení do typického prostředí řekne o portrétovaném mnoho.[142]

- V některých případech se děj před fotoaparátem odehrává velmi rychle, pro ostré snímky je proto lepší zvolit prioritu rychlého času (co nejkratší čas) při plně otevřené cloně.

- Při snímání v interiéru nebo při nízkém přirozeném osvětlení je třeba se snažit o co nejkratší doby osvitu v rámci možností a bleskem prosvětlovat stíny a zvyšovat ostrost. Blesk do snímku vtiskne ostré prvky (bělmo očí, lesky na vlasech, světlé části oděvu a podobně).[143] Při fotografování s bleskem je lépe se vyvarovat efektu červených očí.

- Některé reportážní snímky lze pořizovat technikou sériového snímání.

- Použití teleobjektivu umožní fotografovat z větší vzdálenosti a nenarušovat tak osobní zónu osob.[144]

- K dosvětlení scény lze použít i externí blesk, který je o několik EV podexponovaný a pouze prokresluje stíny.[144]

- Nízké clonové číslo a malá hloubka ostrosti oddělí osoby od pozadí, které pak nepůsobí rušivě. Při pohybu objektů či osob a nízké cloně se tyto mohou dostat mimo hloubku ostrosti.[144]

- Předvídejte, přizpůsobujte se, komponujte podle kompozičních pravidel.[145]

- Před samotnou akcí je v ideálním případě dobré si projít část okolí a pořídit několik zkušebních snímků. Zjistí se, z jakých míst bude možné fotografovat, vybrat vhodného stanoviště, ohniskové vzdálenosti a způsobu kompozice.[145]

- Sledujte děj nejen před sebou ale také kolem sebe, aby vám neunikl důležitý moment.[145]

- Buďte stále ve střehu a ostřete dopředu, abyste nemuseli čekat, až fotoaparát zaostří. Předostření je ideální především při akčních záběrech.[145]